# 小行星9074
小行星9074（英語：9074 Yosukeyoshida）是一颗围绕太阳公转的小行星。1994年3月31日，圓舘金、渡邊和郎在北见发现了此天体。
这颗小行星的绝对星等为132.6644384830792等。